# Eleições estaduais no Paraná em 1965
As eleições estaduais no Paraná em 1965 ocorreram em 3 de outubro como parte das eleições gerais em onze estados cujos governadores exerciam um mandato de cinco anos, embora o pleito em Alagoas tenha sido anulado por razões legais.
Os primeiros movimentos da sucessão estadual apontavam a predileção de Ney Braga pelo vice-governador Afonso Camargo, todavia o lançamento da candidatura oposicionista de Bento Munhoz da Rocha, cunhado do então governador Braga e responsável pelo início da carreira política do mesmo, levou ao reexame das circunstâncias e assim o diretório estadual do PDC uniu-se em torno do empresário Paulo Pimentel. Paulista de Avaré, ele fora lançado candidato ao Palácio Iguaçu pelo PTN em 1964, mesmo ano em que foi lembrado como candidato a vice-governador do Paraná na eleição indireta daquele ano. Advogado formado pela Universidade de São Paulo em 1952, Paulo Pimentel trabalhou como diretor da Usina Central do Paraná pertencente ao seu sogro, João Lunardelli, e fixou residência em Porecatu até que engajou-se na eleição estadual de 1960 quando Ney Braga foi eleito governador. Cinco anos mais tarde, o próprio Paulo Pimentel chegou ao governo em eleição direta. A partir de então foi inaugurado uma era de governadores biônicos cuja ciclo terminaria em 1982 graças à vitória de José Richa.
Para vice-governador foi eleito o engenheiro civil Plínio Costa. Formado na Universidade Federal do Paraná, onde lecionou, foi inspetor de rendas de Curitiba, cidade onde nasceu e da qual foi prefeito entre 1942 e 1945. Durante o governo Munhoz da Rocha foi diretor-geral do Departamento de Águas e Esgotos e do Departamento de Águas e Energia Elétrica de Curitiba e no segundo governo Moisés Lupion foi diretor-geral do Departamento de Estradas de Rodagem e secretário de Fazenda. Filiado ao PSD foi derrotado ao disputar o governo estadual em 1960, mas conquistou uma vaga de deputado federal em 1962. Mesmo sob legenda partidária diversa, foi indicado candidato a vice-governador na chapa de Paulo Pimentel via PTN em 1965 devido ao fato de que a legislação da época dispensava os candidatos a cargos majoritários de apresentar prova de filiação partidária.
Antes de empossados os eleitos o governador Ney Braga renunciou para assumir o Ministério da Agricultura a convite do presidente Castelo Branco e como Braga rompera com o vice-governador Afonso Camargo, este também renunciou e assim o poder foi entregue ao deputado Antônio Rüppel até que a Assembleia Legislativa elegeu Algacir Guimarães governador e Alípio de Carvalho vice-governador do Paraná em 20 de novembro de 1965 com mandato até a investidura de Paulo Pimentel cerca de dois meses depois.

## Resultado da eleição para governador
Em relação à disputa pelo governo estadual os arquivos do Tribunal Superior Eleitoral informam o comparecimento de 1.016.572 eleitores, dos quais 978.253 foram votos nominais ou votos válidos. Foram apurados também 14.696 votos em branco (1,44%) 23.623 votos nulos (2,32%).
| Candidatos a governador do estado | Candidatos a vice-governador | Número | Coligação                   | Votação | Percentual |
| --------------------------------- | ---------------------------- | ------ | --------------------------- | ------- | ---------- |
| Paulo Pimentel PTN                | Plínio Costa PTN             | -      | PTN, PDC, UDN, PRT          | 518.971 | 53,05%     |
| Bento Munhoz da Rocha PR          | Rafael Rezende PTB           | -      | PR, PTB, PSD, PRP, PSP, PST | 459.282 | 46,95%     |